# سفارت اندونزی در بروکسل
سفارت اندونزی در بروکسل (به لاتین: Embassy of Indonesia) یک منطقهٔ مسکونی و نمایندگی سیاسی این کشور در بلژیک است که در وولوو-سن-لامبر واقع شده‌است.